# Christianus Fundgrube
Die Benennung einer Fundgrube mit dem Namen Christianus war in Johanngeorgenstadt kein Einzelfall. Dieser Artikel beschreibt die Christianus Fundgrube am Schwefelbach im Bergrevier Johanngeorgenstadt im sächsischen Erzgebirge.

## Lage
Die am 30. August 1708 von Christoph Carl Puschmann gemutete Christianus Fundgrube lag am Schwefelbach im Lehmergrund zwischen der heutigen Erzgebirgsschanze und dem früheren Gästehaus des Sports, unterhalb vom Unverhofft Glück Stolln bzw. Römisch Reich Stolln auf dem Gebiet der späteren Gemeinde Jugel.
Neben dem Vortrieb eines Stollns wurde ein Schacht bis in 21 Lachter (etwa 42 Meter) Tiefe geteuft. Zur Wasserhebung diente ein Kunstrad am Schwefelbach, das über ein Feldgestänge die Kunst antrieb. Der Aufwand und die investierten enormen Kosten lohnten nicht. Man brachte einmalig 0,6 kg Silber aus. Auch der in der Teufe des Kunstschachtes vorgetriebene Querschlag zur Anfahrung des im Bereich Unverhofft Glück aufsetzenden Lazarus Ganges brachte nicht das erhoffte Silber, so dass 1734 der Betrieb eingestellt wurde. Dennoch behielt der Christianusschacht noch lange Zeit eine Bedeutung für die Wasserführung anderer benachbarter Gruben. Dies änderte sich erst 1808. Zwischen 1834 und 1845 wurde kurzzeitig nochmals die Fundgrube durch eine Gewerkschaft betrieben. Doch blieben erneut Erzfunde aus, so dass der Bergbau dort endgültig zum Erliegen kam. Bauliche Überreste sind heute über Tage nicht mehr vorhanden.
Der hier behandelte Christianusschacht ist nicht mit dem Christianusschacht (oder auch Schacht 51) identisch.